# Nuragská civilizace

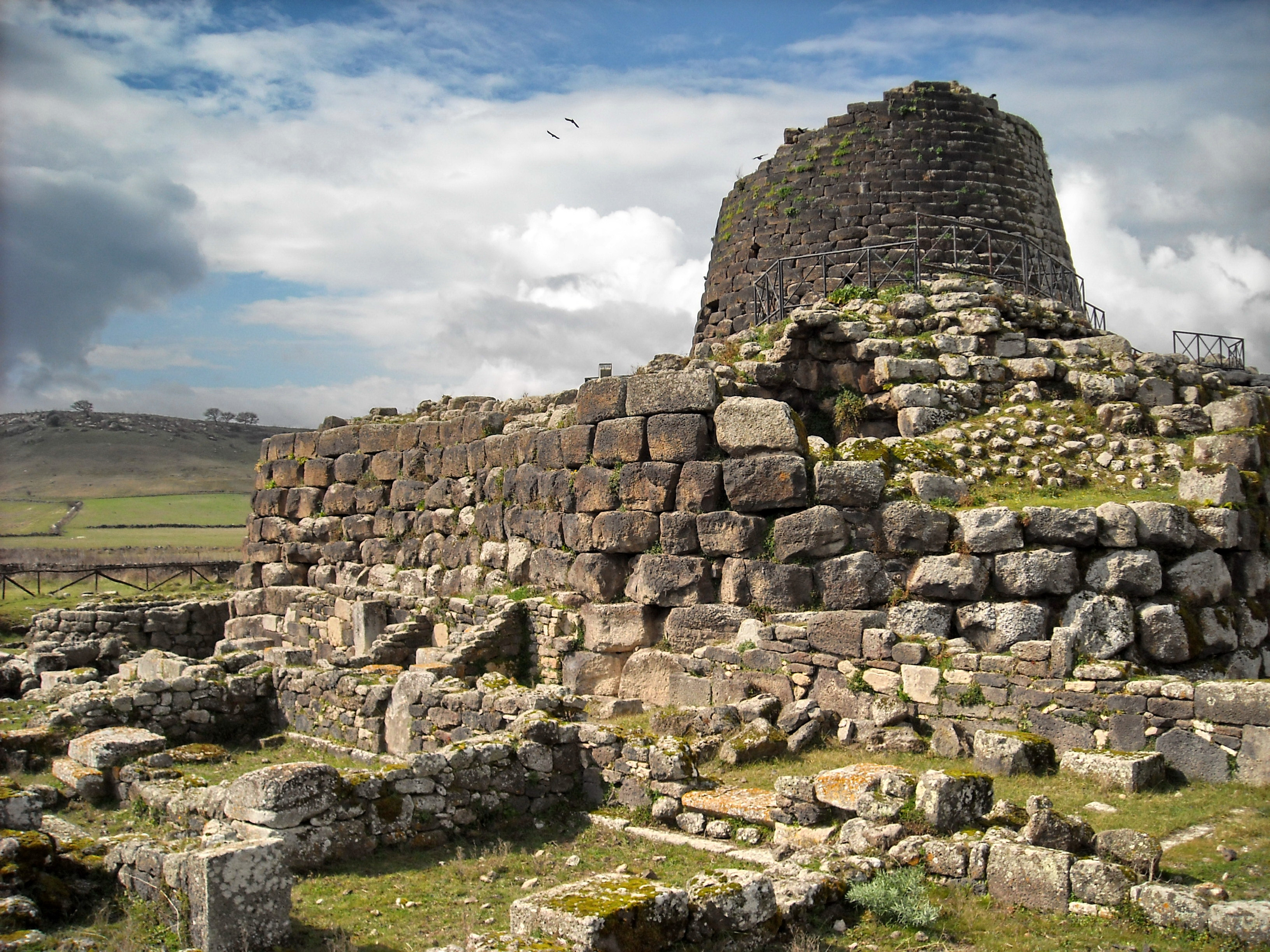
Pozůstatky kamenné věže v obci Torralba na Sardinii

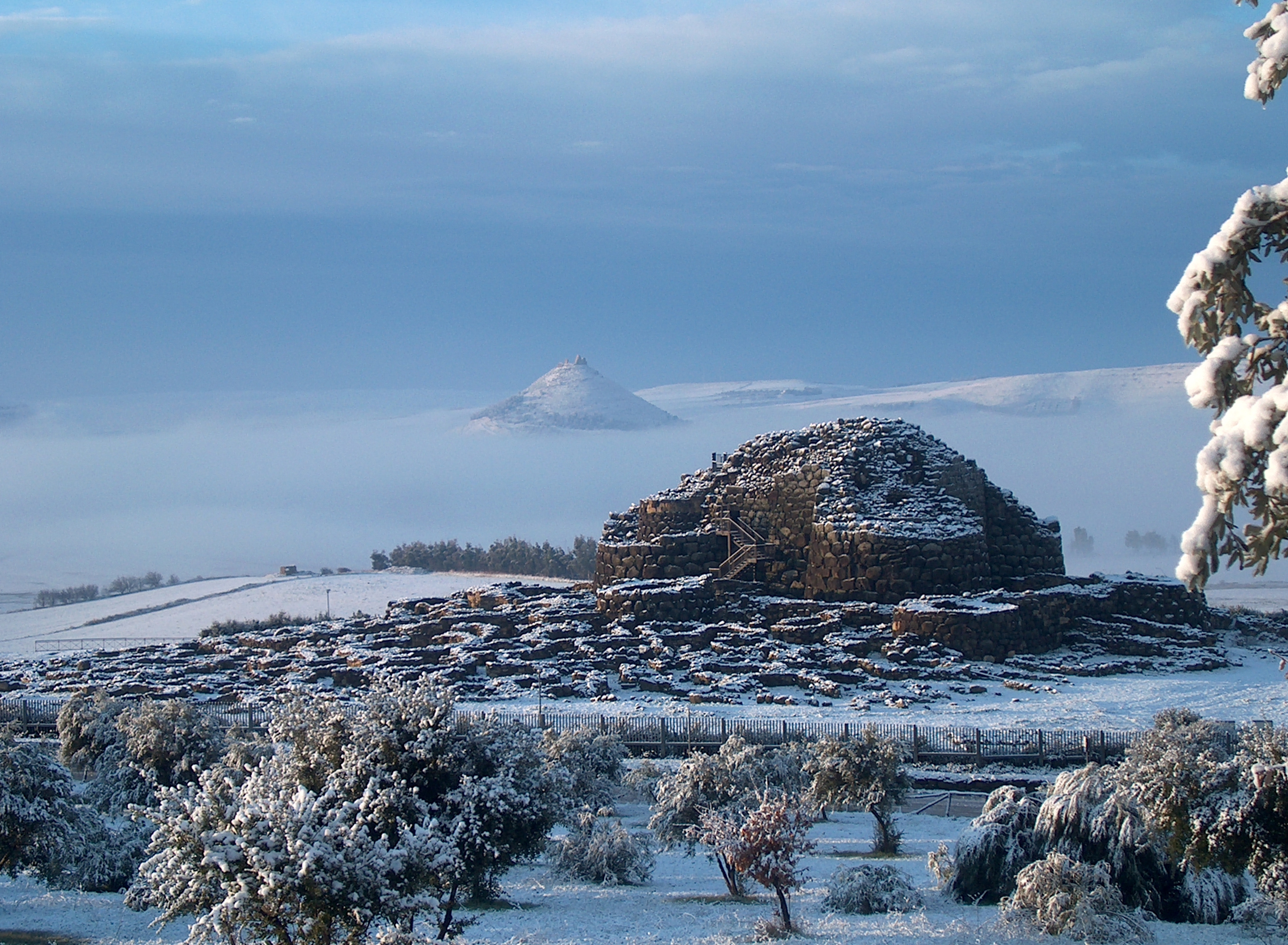
Su Nuraxi di Barumini

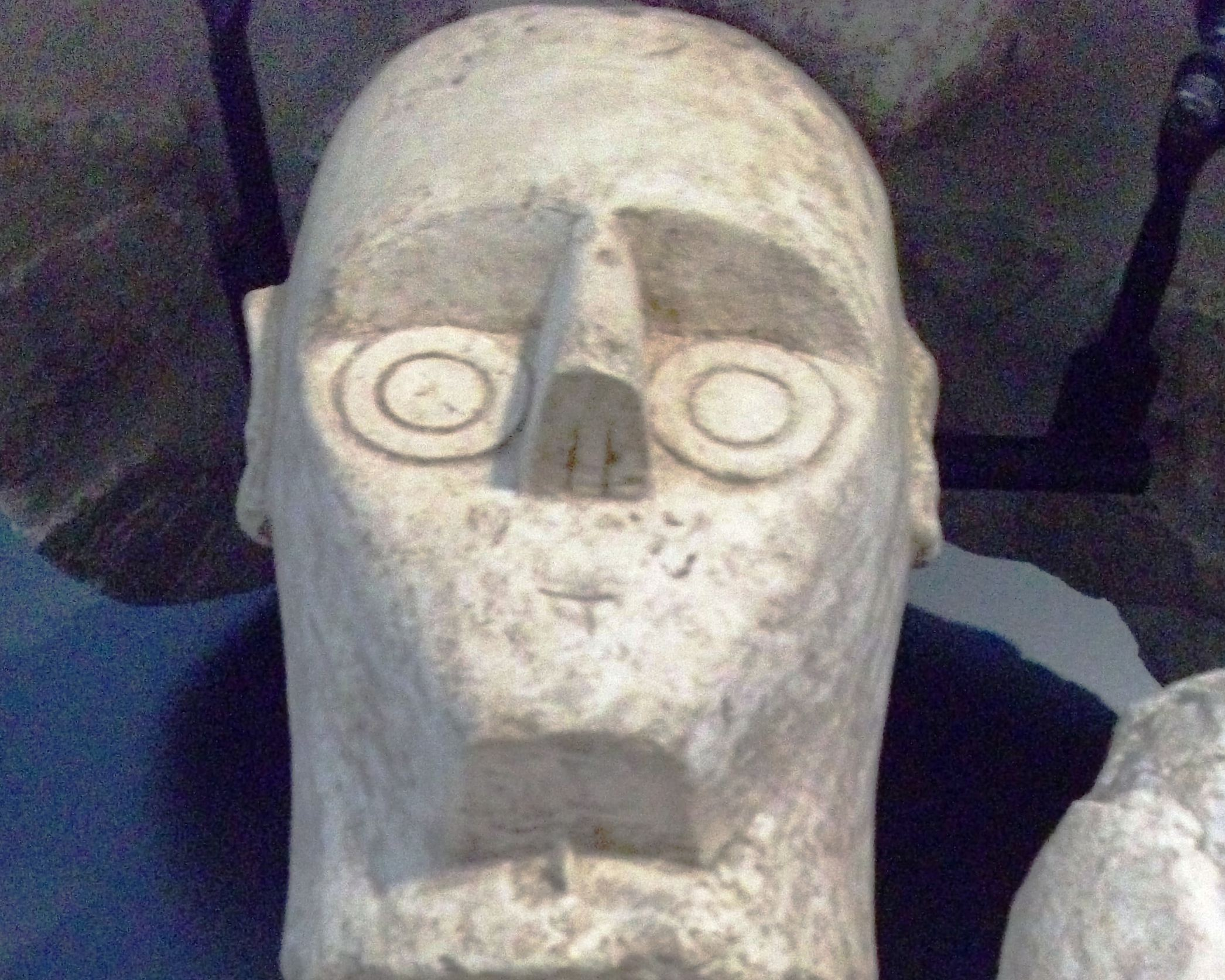
Fragment nuragské sochy (jeden z tzv. obrů z Monti Prama)

Nuragská civilizace či nuragská kultura (také nuragická) je označení kultury, jež od 18. století př. n. l. do 2. století n. l. existovala na ostrově Sardinie. Pojmenována je podle svých typických staveb, nuragů, kamenných věží ve tvaru komolého kužele, jichž se na ostrově dnes nachází asi 7000. Vedle nuragů se dochovaly rovněž svatyně (jednak posvátné nádrže, pravděpodobně sloužící kultu vody, a jednak takzvané obří hroby), sochy a další artefakty.

## Historie
Sardinie byla trvale osídlena v období  neolitu (doba kamenná), ale první stopy obyvatelstva na Sardinii sahají až do doby paleolitu (500 000 př. n. l.). V době bronzové začíná na ostrově historie civilizace nuragů, která byla vyspělou  civilizací jak v řemeslech, tak i v obchodních stycích s dalšími národy.
První kultura nuragů byla zaznamenána v období starší době bronzové kolem roku 1700 př. n. l. Na pojmenování této civilizace je mnoho různých názorů. V 19. století někteří archeologové začali po významu pátrat. Někteří se domnívají, že název je původem od Féničanů, od slova „nur“, což znamená oheň, ve smyslu „obydlí“ nebo lépe „chrám ohně“. Bylo to bráno jako odkaz na sluneční kulty, které byly praktikované na terasách věží nuragů. Verzí je mnoho, nicméně  je jisté, že kořen slova „nur“ určitě znamená něco, co je spojené s významem samotného typu konstrukce staveb z kamenu a bez cementu.
První civilizace nuragů se příliš nelišila od té předchozí, vyznačovalo se to i ve stavbách, například  „Domus de Janas“ (domy čarodějnic), které sloužily jako kamenná hrobka v době kamenné, ale přetrval až do doby nuragů.  V této době se již začaly stavět i protonuragy, které byly  označovány za předchůdce nuragů. Tyto stavby zvenku sice připomínaly pozdější nurag, ale uvnitř nebyly kruhové, měly pouze jednu nebo více chodeb. Přechod starší doby bronzové na střední dobu bronzovou se považuje za počátek opravdové kulturní fáze civilizace nuragů. V tomto období začíná rozmach ve stavění nuragů či nuragských věží. Kromě nuragů se dochovaly rovněž svatyně (jednak posvátné nádrže, pravděpodobně sloužící kultu vody, a jednak takzvané obří hroby), sochy a další artefakty. Nuragy jsou stavěné z přesně vedle sebe navrstvených kamenů na sucho, to znamená bez cementu. Uvnitř jednoduchého nuragu se nachází jedna nebo více navrstvených komor pokrytých falešnou klenbou. Nuragy byly stavěny jak ve verzi s jedním patrem, tak ve verzi s několika patry, s centrální věží a dalšími přístavbami. Postupně se z jednoho nuragu začaly budovat celé komplexy nuragů (vesnice).  Nuragy se stavěly vždy podle účelu, kterému měly sloužit, proto také uvnitř byly různorodé. Během doby bronzové nuragové stavěli vesnice, nejznámějším komplexem je Su Nuraxi di Barumini, který zdůrazňuje strategickou obrannou funkci. Spojením čtyř menších věží s velkým nádvořím a s opevněním působí jako hrad,  avšak při pohledu shora se pod námi objevuje velký labyrint.  Opevnění během nepřátelských invazí chránilo vesničany, kteří žili v kruhových kamenných domech. Tento archeologický komplex byl objeven v letech 1950 až 1957 pod vedením  archeologa Giovanniho Lilliua. Od roku 1997 je tento komplex zapsán na seznamu světového dědictví UNESCO.

## Kmenová struktura
Nuragové vynikali svou inteligencí a dobrými organizačními schopnostmi. Ze sociálního hlediska se zdá, že civilizace nuragů se vyznačovala přísně hierarchickou strukturou, kterou silně potvrzují nálezy bronzových sošek.  Tuto strukturu  tvořili  kmenoví vůdci, válečníci, ale také postavy spojené s kultovními praktikami, zejména kultem vody, který byl podle všeho praktikován v chrámech. Velký význam ve společnosti se přikládal matce, která byla symbolem mateřství. Měla stejné společenské postavení a práva jako muži. Dokládají  to nejenom bronzové sošky, které znázorňují například ženu, jak nese na rukách válečníka, za něhož jde orodovat u boha. Dále i množství šperků, které se našli při vykopávkách a jsou důkazem cenných darů od mužů. Tyto šperky mají na tu dobu velkou hodnotu.

## Náboženství

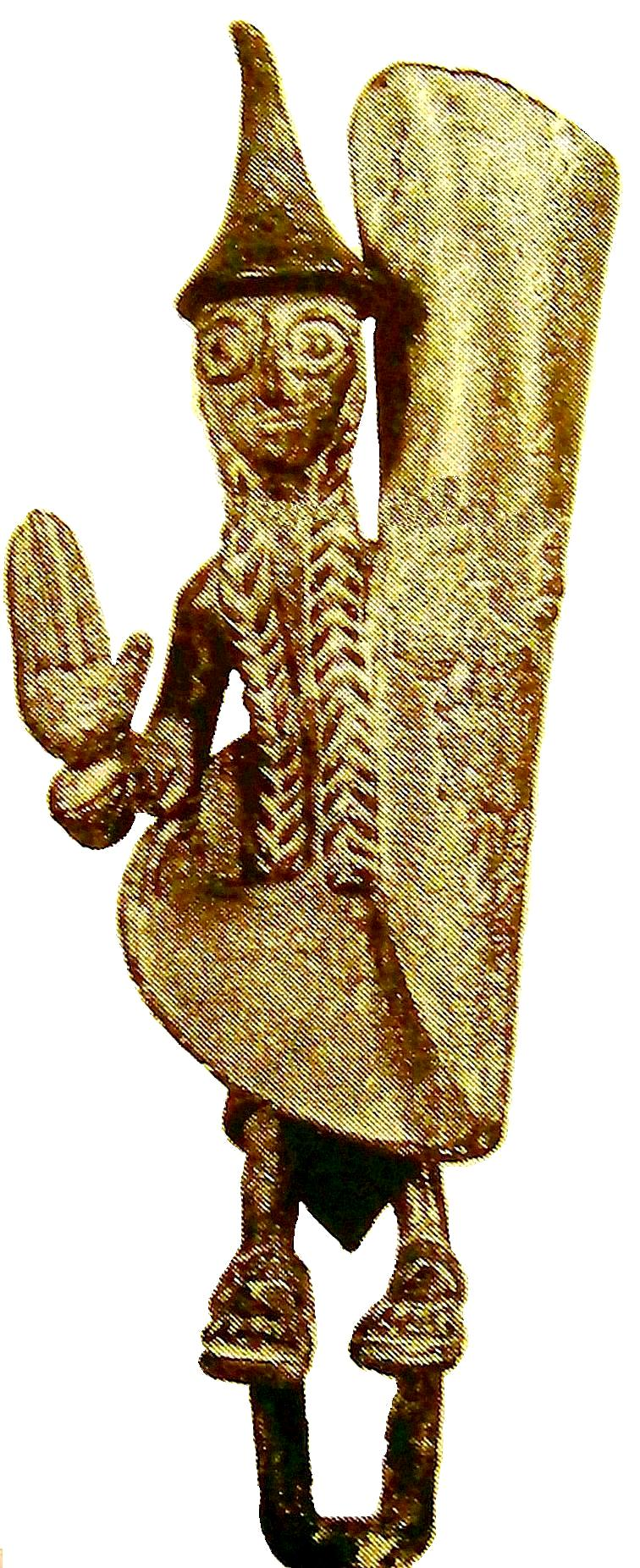
Nuragická soška válečníka

Nuragská civilizace přikládala důležitost také náboženství, její nositelé uctívali různé kulty, jako například kult vody, slunce a měsíce. To je následně výsledkem toho, na co se obyvatelé nejvíce zaměřovali, na zemědělství, pastevectví a rybolov. Zvířata s rohy patřila k posvátným zvířatům. Lid nuragů patřičně praktikoval náboženství, které spojovalo úrodnost polí, cyklus ročních období, vodu a život s mužskou silou a ženskou plodností. Posvátným místem bylo například Il Pozzo di Serri, které bylo místem občanského a hospodářského setkání. Postupným příchodem nových obyvatel se pak samozřejmě změnil jak kulturní, tak i náboženský život.

## Zlaté roky
Od konce středního bronzu do začátku doby železné prožívají obyvatelé nuragů roky, které jsou známé jako zlaté roky nuragské civilizace. Jednalo se především o otázky řemeslné zručnosti a kultury, které šly ruku v ruce s obchodem, který garantoval nejen kontakty se vzdálenými zeměmi, ale také výhody nových kultur. Archeologická data nám umožňují tvrdit, že nuragská civilizace  byla založena na zemědělsko-pasteveckého hospodářství, ale také využívala významné zdroje nerostných surovin (zejména mědi a olova). Zemědělství a lov ryb byly přirozeně spojeny s řemeslnou prací, na které byly závislé.

### Rozvoj obchod
Stavba lodí byla, kromě rybaření, převážně využívána pro obchod. Stavitelé nuragů byli vynikající obchodníci a na tu dobu měli vyspělé loďstvo, mohli obchodovat také se vzdálenými místy, jakými byla civilizace v Mykénách, Kréta, Kypr, Pyrenejský poloostrov, Gibraltarský průliv a podle vykopávek prováděných v Severní Evropě, také Švédsko.  Ke konci pozdní doby bronzové jsou to také Etruskové, se kterými rozvíjí obchod. Obchodní síť byla zaměřena především na zpracování kovových výrobků a zbraní, zejména z mědi a olova. Otázkou zůstávají nálezy z cínu, který na ostrově nebyl. Dosud se jenom předpokládá, že by ho lid nuragů mohl dovézt z Británie, a tak by se cesty obchodu opět dál rozšiřovaly.

## Bronzové umění a keramika
Bronzové sošky, kterých se dochovalo značné množství, nám přinášejí velmi podrobné informace o oblečení a zvycích evropské populace na počátku 1. tisíciletí př. n. l. Poměrně mnoho údajů o nuragské civilizaci zprostředkovávají i nálezy keramiky, která se svým tvarem a dekoracemi značně liší od keramiky italské a sicilské. Nuragská civilizace prochází v tomto období velkými změnami, které vedly k úžasnému vývoji ve všech oblastech a pokračovaly i v pozdní době bronzové.

## Konec civilizace nuragů
V období mezi lety 500–238 př. n. l., které se nazývá pozdní nuragská doba, hledalo Kartágo nové obchodní cesty a vedlo války, čímž vytvářelo kolonie v zemích s bohatými nerostnými zdroji, jakou byla i Sardinie. Po období kolonií v roku 238 př. n. l., po první punské válce, přechází Sardinie pod římskou nadvládu. Avšak během tohoto období nuragská civilizace, tak silná civilizace, najednou postupně ztrácí svou jednotu a společně s ní i rozvoj její další kultury.